# Монтесано-Салентино
Монтесано-Салентино (итал. Montesano Salentino) — коммуна в Италии, располагается в регионе Апулия, в провинции Лечче.
Население составляет 2765 человек (2008 г.), плотность населения составляет 346 чел./км². Занимает площадь 8 км². Почтовый индекс — 73030. Телефонный код — 0833.
Покровителем коммуны почитается святой Донат из Ареццо, празднование 7 августа.

## Демография
Динамика населения:

## Администрация коммуны
- Официальный сайт: http://www.comunemontesanosalentino.it